# Microrasbora rubescens
Microrasbora rubescens (Lat.: „rubescens“ = rötlich), genannt Rote Zwergrasbora, ist ein sehr kleiner südasiatischer Bärbling (Danioninae). Er kommt endemisch im burmesischen Inle-See und den angrenzenden Gewässern vor.

## Merkmale
Microrasbora rubescens wird lediglich 3 bis 3,5 cm lang. Weibchen sind größer und kräftiger. Der Körper ist langgestreckt und seitlich abgeflacht und von gelblicher bis blausilbriger Grundfärbung. Ein dunkler Längsstrich reicht von unterhalb der Rückenflosse bis auf den Schwanzflossenstiel, wo er in einem runden, schwarzen Fleck endet. Ein weiterer schwarzer Fleck ist oft kurz vor dem Afterflossenansatz zu sehen. Geschlechtsreife Exemplare sind an den Körperseiten und an der Unterseite des Kopfes orangefarben bis rot, Männchen während der Paarungszeit völlig rot. Die Flossen von Microrasbora rubescens sind farblos und transparent. Die Bauchflossen sind relativ lang. Eine Seitenlinie fehlt.
- Flossenformel: Dorsale 2/6-7, Anale 3/10-12, Pectorale 11, Ventrale 7.
- Schuppenformel: mLR 29-32, QR 7.

## Lebensweise
Microrasbora rubescens lebt in großen Schwärmen in dichten Pflanzenbeständen an den Ufern des Inle-See und in umliegenden Teichen und Sümpfen. Das Wasser seines Lebensraums ist relativ hart und kühl (20 bis 22 °C). In Aquarien gehaltene Fische bleiben in weichem Wasser blass.
Die IUCN klassifiziert die Art als stark gefährdet (Endangered). Umweltverschmutzung und die Einführung invasiver Arten gelten als Hauptgrund für die Gefährdung der Art.